# Figueira (Proença-a-Nova)
Figueira é uma aldeia da freguesia de Sobreira Formosa, Município de Proença-a-Nova, e distrito de Castelo Branco.

## Aldeias do Xisto
Desde 2007 a aldeia integra uma rede de aldeias designadas Aldeias do Xisto. Este projecto visa melhorar a qualidade de vida da população das aldeias, bem como uma valorização do património arquitectónico, promovendo desta forma o potencial turístico de cada aldeia.

## Património

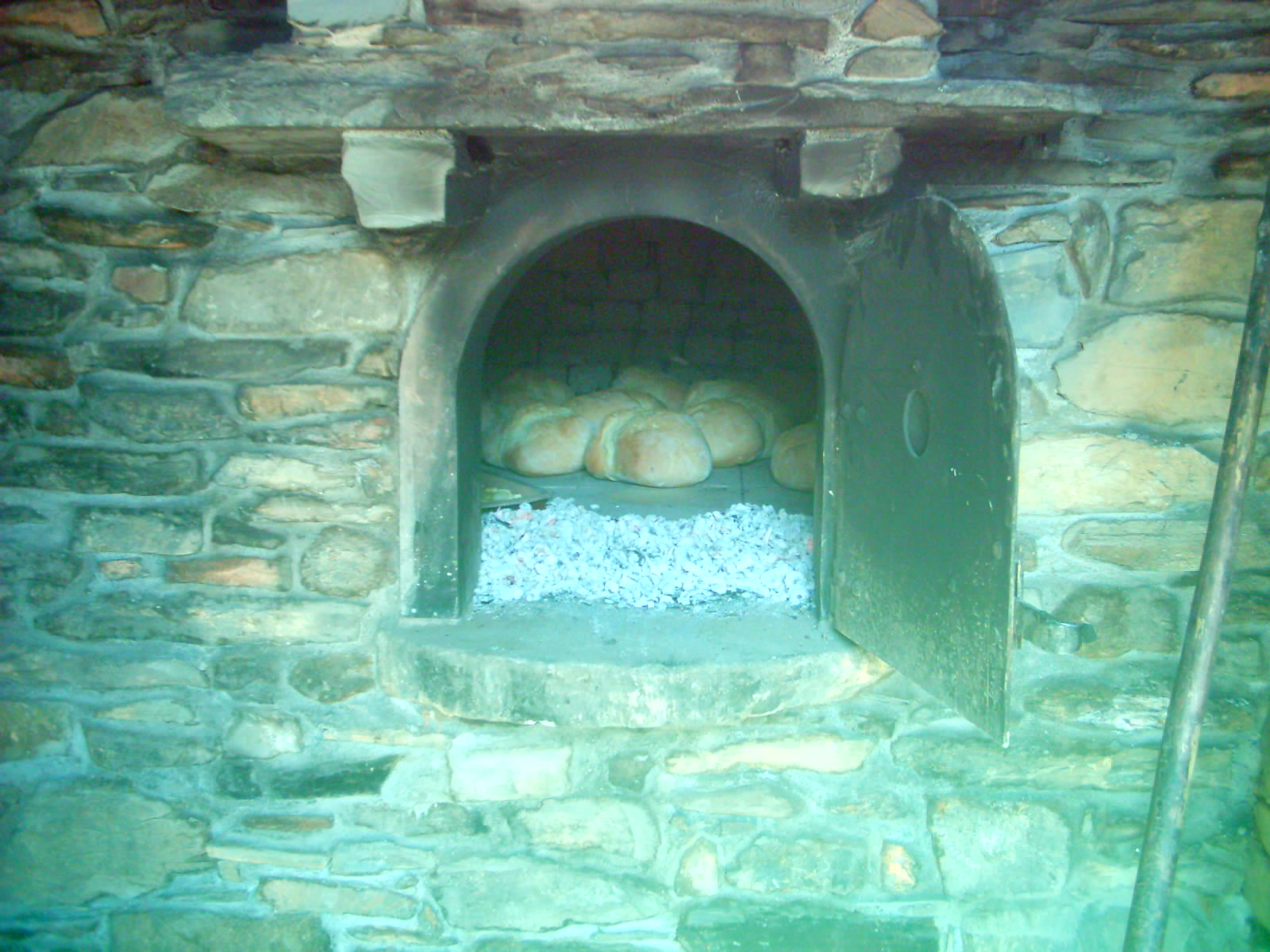
Forno Comunitário.

Percorrendo a estreita rua principal da Aldeia, inicialmente calcetada em pedra irregular, por entre ruas intrincadas com um inegável charme rural, pode ser observado um conjunto de casas de xisto com bastante interesse, algumas das quais ainda bem conservadas e cuja unidade faz perceber o modo de vida comunitário outrora partilhado. Exemplo deste modo de vida é o forno comunitário, a eira, o moinho, e as “portas” da aldeia que se fechavam de modo a proteger os animais domésticos dos lobos que, pela noite, rondavam a aldeia em busca de alimento.

## História
A Aldeia possui uma história curiosa da qual o lobo é o protagonista. Consta que a disposição urbanística teve como objectivo a protecção, com ruas definidas (uma longitudinal e várias transversais) formando um conjunto de entradas. À noite as ruas eram fechadas com portas, de modo a que toda a aldeia ficasse protegida do ataque dos lobos aos animais domésticos. Ainda hoje existem vestígios de algumas dessas portas.